# 湖西朝日貝釦工廠
朝日貝釦工廠，又稱大光工業社，是位於台灣澎湖縣湖西鄉西溪村的一處產業建築，過去曾生產貝扣等相關技術，當前登錄為澎湖縣歷史建築。

## 歷史

### 日治時期
朝日貝釦工廠原名為「朝日貝釦製造工場」，由陳松柏與陳松林兩兄弟開設於昭和11年（1936年），當時曾因資金不足，導致只能其父陳第創立的花生油工廠（成吉製油所）加裝必要鑽磨機具，以便將在地的鐘螺殼製造成鈕釦，再銷往日本等地，後來則在昭和15年（1940年）於成吉製油所原址興建新廠房擴大營業，但在興建期間碰上太平洋戰爭，因受影響而暫時停工。

### 戰後時期
第二次世界大戰結束後，陳松林將貝釦工場和製油所一起合併更改為「大光工業社」，並恢復製造貝釦及花生油的本業，但是卻日本的銷路中斷的影響而難以正常運作。直到民國38年（1949年）國民政府來台之後，貝釦外銷日本的管道才重新打通，大光工業社則開始進行貝釦製造的技術，做起漂白、拋光、鑽孔等高級加工，來提高營業的毛利，到1953年時已有新式鑽台和多名工人，在興盛期中每個月可以生產150到200萬顆的貝釦。然而後來因塑膠鈕釦的普及化影響生意，最終大光工業社於1958年停產貝釦，一度改做水產品加工和珊瑚的打撈買賣，最終於1971年，大光工業社因營業不佳而決定全面歇業，當前目前工業社內仍保留大部分當時的生產機具，但仍缺乏有效的管理維護。

## 建築設計
朝日貝釦工廠建築群，是由陳氏兄弟的叔公陳江章設計，共以1940年興建的主工廠，第二期增建的花生油生產室，和1958年增添的水產品加工室三棟主要設施組成，其中主工廠位在基地正中間，是廠房、事務所和住家三合一的建築，風格為澎湖地區少數之帝冠樣式建築，牆體主要以硓𥑮石和部分玄武岩構築，牆體則使用石灰砂漿填縫。一樓中間為辦公室，左右兩側規劃為貝釦廠房及儲存室，二樓則是使用居家使用的和式閣樓使用，並規有起居室（兼臥室）、餐廳、收納空間及陽台等設施，此外則是水泥製的理想黑瓦鋪設成雙坡屋頂，花生油生產室同以硓𥑮石構築，室內空間除了榨油室之外，還包括洗滌室及烘烤室，L形的另一端則設有兩小間廁所。